# Cámara de Gesell
La cámara Gesell o sala Gesell es una habitación condicionada para permitir la observación con personas. Está conformada por dos ambientes separados por un vidrio de visión unilateral, los cuales cuentan con equipos de audio y de video para la grabación de los diferentes experimentos.
La cámara Gesell fue concebida como domo (Gesell dome en inglés) por el psicólogo y pediatra estadounidense Arnold Gesell para observar la conducta en niños sin ser perturbado o que la presencia de una persona extraña cause alteraciones.
En las películas y en la vida real es común el empleo de la cámara Gesell para observar la conducta de sospechosos en interrogatorios o bien para preservar el anonimato de testigos. En investigaciones policíacas se emplea frecuentemente. En algunos países también se utiliza para tomar declaración judicial a los niños.
Esta cámara es utilizada esencialmente para el análisis de conceptos teórico-prácticos en áreas como psicología, medicina, educación, marketing y desarrollo humano. En la formación de psicólogos es utilizada para su entrenamiento en procesos de evaluación psicológica, generalmente primero el docente (psicólogo) modela con un caso real su uso apropiado, luego pasan dos estudiantes uno hace de paciente y otro de evaluador, recibiendo retroalimentación del docente. Algunas cámaras Gesell utilizan sistemas técnicos que permiten la retroalimentación inmediata del docente, luego más adelante los estudiantes que son de los cursos avanzados atenderán un caso real, pero siempre supervisado por un docente, proceso que deberá estar siempre sometido a la normatividad legal y ética de la profesión.